# Chrysina gloriosa
Chrysina gloriosa är en skalbaggsart som beskrevs av Leconte 1854. Chrysina gloriosa ingår i släktet Chrysina och familjen Rutelidae. Inga underarter finns listade i Catalogue of Life.